# A Mind Beside Itself
《A Mind Beside Itself》는 프로그레시브 메탈밴드 드림 시어터의 20분대 모음곡으로 Awake앨범에 포함되어 있다. 모음곡은 총 세 곡으로 나뉘는데 연주곡 'Erotomania', 10분대의 'Voices', 그리고 어쿠스틱 곡 'The Silent Man'으로 구성되어 있다. 존 페트루치가 모든 곡의 가사를 썼으며 'The Silent Man'은 작곡까지 맡았다. 'A Mind Beside Itself'라는 제목은 영어단어 'Paranoia'(편집증)의 의미를 형상화 한 것이다.